# Зимовий ринок
«Зимовий ринок» (англ. The Winter Market) — науково-фантастичне оповідання, написане Вільямом Гібсоном і опубліковане як частина у збірці оповідань «Спалити Хром». Написана у 1985 році на замовлення журналу Vancouver Magazine.

## Головні герої
- Кейсі — експерт по комп'ютерному забезпеченні, працює у компанії Автономний пілот, де розробляються пристрої, які дають змогу отримати відчуття інших людей.
- Рубін — винахідник, збирає сміття (ґомі) і робить із нього будь-які речі. Одного разу біля смітника знаходить паралізовану Лізу (через розряджений екзоскелет), та допомагає їй врятуватися від смерті.
- Ліза — дівчина, носить екзоскелет через хронічну хворобу. Залежна від наркотику під назвою "wizz", який, схожий на крек-кокаїн і погіршує її стан.

## Сюжет
На вечірці у Рубіна, Кейс знайомиться із Лізою. Вона вимагає від Кейсі відвезти її до себе. Вдома вони підключаються до спеціального пристрою для зчитування думок та уяви.Кейсі вражений її потужною уявою та думками. Тоді він вирішив зробити альбом багатої уяви Лізи.
Кейс втягує в проект свого начальника Макса, і тоді вони розпочинають роботу. Після 3 тижнів редагування альбому Кейсі закінчує, а Ліза дає йому назву «Королі сну». Це великий успіх. Протягом цього часу між Кейсі та Лізою були виключно професійні стосунки, але Кейсі все ще відчуває до неї плутані почуття.
Тієї ночі він виходить і, відвідавши бар, натрапляє на Лізу, яка сидить у барі з п’яним хлопцем, який стоїть. Він вибігає і бачить її востаннє. «Королі сну» очолює чарти (Макс стає мільйонером), але Ліза хвора, і її тіло гине. 
Однак наприкінці з’ясовується, що її свідомість все ще жива десь у програмі, хоча Кейсі не впевнений, чи це справді та Ліз, яку він знав. Але все ж чекає від неї дзвінка.

## Визнання
Оповідання було добре сприйняте критиками, отримавши номінації на премію Г’юго за найкращий роман, премію « Неб’юла» за найкращий роман, нагороду «Коротка форма, англійська» Приз Аврора та нагороду Британської асоціації наукової фантастики за найкраще оповідання. У 1987 році твір також досяг високих результатів у щорічних опитуваннях читачів кількох науково-фантастичних журналів, посів четверте місце в категорії романів Locus, третє в категорії фантастики Interzone і друге місце в категорії романів Science Fiction Chronicle .